# Huangzhen
Huangzhen (kinesiska: 皇镇乡, 皇镇) är en socken i Kina. Den ligger i provinsen Shandong, i den östra delen av landet, omkring 200 kilometer sydväst om provinshuvudstaden Jinan. Antalet invånare är 30418. Befolkningen består av 15 397 kvinnor och 15 021 män. Barn under 15 år utgör 20,0 %, vuxna 15-64 år 69 %, och äldre över 65 år 10,0 %.
Genomsnittlig årsnederbörd är 726 millimeter. Den regnigaste månaden är juli, med i genomsnitt 208 mm nederbörd, och den torraste är januari, med 4 mm nederbörd.